# Robert Ross (aiuto regista)
Robert Ross (27 agosto 1889 – 19 ottobre 1943) è stato un regista, aiuto regista e direttore di produzione statunitense, conosciuto anche come Major Robert Ross.

## Biografia
Lavorò nel cinema come assistente regista ma soprattutto come direttore di produzione. Da regista, firmò un solo film. Iniziò a lavorare negli anni venti per continuare per tutti gli anni trenta. Le sue ultime partecipazioni furono in My Love Came Back e in Ombre malesi.
Morì il 19 ottobre 1943 a Los Angeles, all'età di 54 anni.

## Filmografia
La filmografia - basata su IMDb - è completa.

### Produzione e Direttore di produzione
- The Million Dollar Handicap - assistente alla produzione (1925)
- Diavoli della strada ferrata (Whispering Smith), regia di George Melford (1926)
- Shipwrecked, regia di Joseph Henabery (1926)
- Il lampo (The Phantom Express), regia di Emory Johnson (1932)
- Amai una donna (I Loved a Woman), regia di Alfred E. Green (1933)
- Journal of a Crime, regia di William Keighley (1934)
- Accadde una volta (Red Salute), regia di Sidney Lanfield (1935)
- Lord Fauntleroy (Little Lord Fauntleroy), regia di John Cromwell (1936)
- Missione all'alba (The Dawn Patrol), regia di Edmund Goulding (1938)
- On Trial, regia di Terry O. Morse (1939)
- Tramonto (Dark Victory), regia di Edmund Goulding (1939)
- Pride of the Blue Grass, regia di William C. McGann (come William McGann) (1939)
- My Love Came Back, regia di Kurt Bernhardt (Curtis Bernhardt) (1940)
- Ombre malesi (The Letter), regia di William Wyler (1940)

### Aiuto regista e assistente
- Il fantasma dell'opera (The Phantom of the Opera), regia di Rupert Julian (1925)
- The Notorious Lady, regia di King Baggot (1927)
- Mississipi (Show Boat), regia di Harry A. Pollard e Arch Heath (1929)
- Il re del jazz (King of Jazz), regia di John Murray Anderson e, non accreditato Pál Fejös (1930)
- Corsair, regia di Roland West (1931)
- La sperduta di Panama (Panama Flo), regia di Ralph Murphy (1932)
- The Face on the Barroom Floor, regia di Bert Bracken (1932)
- Renegades of the West, regia di Casey Robinson (1932)
- Garden of the Moon, regia di Busby Berkeley (1938)

### Regista
- Cohen on the Telephone (1929)